# Terremoto de Baluchistán de 2021
Un terremoto sacudió la provincia de Baluchistán en Pakistán, cerca de la ciudad de Harnai, el 7 de octubre de 2021. El sismo de magnitud de momento 5.9 M se produjo en la madrugada a las 03:01 hora local, causando la muerte de al menos a 26 personas e hiriendo a 300; además de dejar, al menos, 15 personas desaparecidas. El terremoto ocurrió solo un día antes del aniversario del terremoto de Cachemira de 2005.

## Configuración tectónica
Pakistán está directamente influenciado por la convergencia oblicua en curso entre la placa india y la placa euroasiática. A lo largo del margen norte del límite convergente India-Eurasia se encuentra el empuje principal del Himalaya, que se adapta a la colisión continental norte-sur. La falla de empuje en la región del Hindu Kush y el Himalaya es el resultado directo de la interacción de la placa. En la región de Baluchistán, la convergencia es muy oblicua y afecta a la gran falla de Chaman, una estructura de deslizamiento lateral izquierdo. Si bien una gran parte del límite se acomoda mediante fallas de deslizamiento, la región también alberga el cinturón de plegado y empuje de Sulaiman. El terremoto de Cachemira de 2005 ocurrió cerca de las inmediaciones del principal empuje del Himalaya. El terremoto de magnitud 7.7 más reciente y más grande en 2013 en Baluchistán fue el resultado de fallas de deslizamiento oblicuo a lo largo de este límite altamente oblicuo. Ese terremoto mató al menos a 800 personas y causó grandes daños en la provincia. Más cerca de la región hubo un terremoto de magnitud 7,1 en 1997 que azotó el sureste, matando al menos a 60 personas. Ese terremoto también tuvo un mecanismo de empuje, pero ocurrió en una falla de empuje ciego.

## Terremoto
Según el Servicio Geológico de EE. UU., el terremoto ocurrió durante la ruptura de una falla de empuje que es parte del cinturón de plegado y empuje debajo de las montañas Sulaiman y la cordillera Central Brāhui. Fue seguido por una réplica de magnitud 4,6. Fue el terremoto más grande en Pakistán desde un gran temblor en 2013 que ocurrió cerca. El terremoto fue revisado de una estimación inicial de 5,7 a 20,8 km de profundidad a 5,9 a 9,0 km. El Centro Alemán de Investigación de Geociencias GFZ midió la magnitud del terremoto en M 5.8 a 10 km de profundidad con una solución de tensor de momento que indica fallas de empuje.

## Impacto
Al ocurrir a primera hora de la mañana, justo después de las 03:00 hora local, el terremoto derrumbó muchas casas donde los residentes dormían. Según la Autoridad Provincial de Gestión de Desastres (Khyber Pakhtunkhwa) (PDMA), se informaron daños graves en el distrito de Harnai y el área de Shahrag, donde se destruyeron 100 casas de adobe. También se informó de daños en las ciudades de Sibi y Quetta. Mir Ziaullah Langau, el ministro provincial de Pakistán, dijo que los deslizamientos de tierra han bloqueado las carreteras que conducen a la región afectada, interrumpiendo los esfuerzos de rescate y recuperación. La mayoría de las casas en la región afectada están construidas con barro y piedra, lo que las hace más vulnerables a derrumbes o daños severos por terremotos. El Comisionado Adjunto del Gobierno de Baluchistán, Suhail Anwar Hashmi, dijo que la mayoría de las muertes se debieron a derrumbes de techos y paredes.

## Damnificados
Murieron al menos 26 personas, en su mayoría mujeres y niños. Un número indeterminado de residentes fueron enterrados bajo los escombros de los edificios derrumbados y rescatados por los sobrevivientes. El número de heridos asciende a 300, y muchos hospitales de Baluchistán están abrumados por la afluencia de pacientes. Diez personas heridas, en su mayoría hombres y ancianos, fueron trasladadas en avión a Quetta.
En la tarde del mismo día del desastre se realizaron los funerales de los fallecidos. El hospital de distrito de Harnai recibió 15 cadáveres y muchos niños gravemente heridos. Muchos de los pacientes fueron tratados fuera del edificio del hospital debido a la sobrecapacidad. Cuatro muertos fueron mineros del carbón que trabajaban cuando su mina se derrumbó. Según los informes, decenas de mineros del carbón en Baluchistán también están desaparecidos, presuntamente atrapados. En otro caso, una madre y sus dos hijos murieron mientras dormían cuando su casa se derrumbó. Otra niña, de ocho años, fue encontrada sin vida bajo los escombros. Seis niños estaban entre los muertos.

## Respuesta
Tras el terremoto, se enviaron tropas del Ejército de Pakistán a Harnai para ayudar en las operaciones de rescate y socorro. Al menos nueve víctimas heridas que necesitaban tratamiento médico fueron transportadas en helicópteros desde la región afectada a Quetta. Las Relaciones Públicas de Interservicios, el ejército, el personal médico, los trabajadores de respuesta y los funcionarios están trabajando juntos para coordinar los trabajos de rescate y socorro. Un equipo de personas de búsqueda y rescate de Rawalpindi fue enviado a Harnai para encontrar sobrevivientes entre los escombros.
Los funcionarios provinciales de Baluchistán anunciaron que se compensaría con 200 000 rupias indias a las familias de cada individuo fallecido.